# Marco Cappato

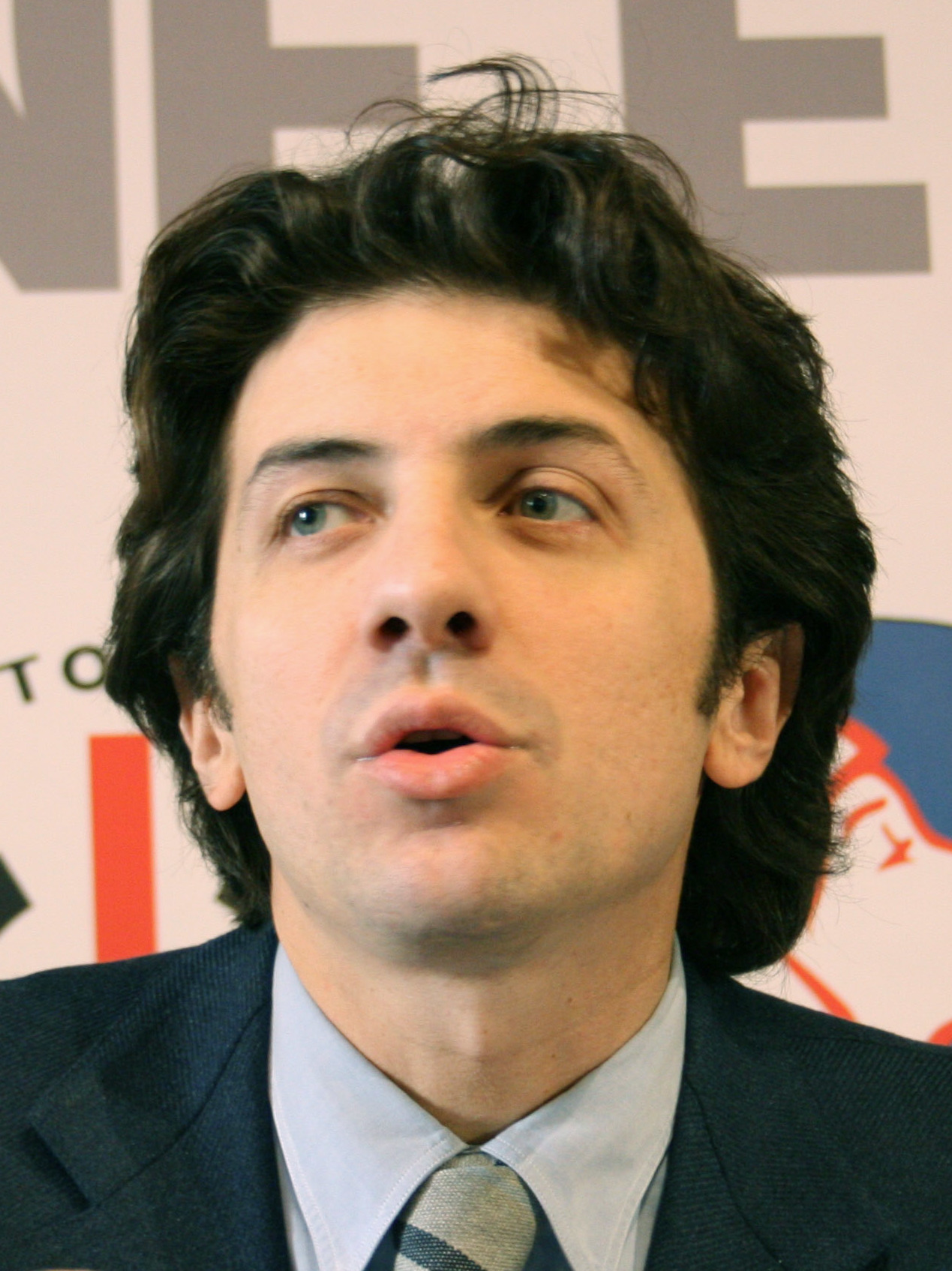
Marco Cappato (2006)

Marco Cappato (* 25. Mai 1971 in Mailand) ist ein italienischer Politiker (Radicali Italiani). Er war 1999–2004 und 2006–09 Mitglied des Europäischen Parlaments.

## Leben und politische Karriere
Cappato wuchs in Monza auf, legte 1989 das humanistische Abitur ab und absolvierte bis 1994 ein Studium der Wirtschaftswissenschaften an der Università Bocconi in Mailand. Er arbeitete danach als Verantwortlicher für Kommunikation in einer Fabrik.
Cappato trat 1991 der Transnationalen Radikalen Partei (TRP) bei, die zwei Jahre zuvor aus dem italienischen Partito Radicale hervorgegangen war, und wurde 1994 Sekretär der Bewegung Club Pannella Riformatori, die die Aktivitäten der TRP in Italien koordinierte. Ab 1995 war er Bediensteter auf Zeit in der Fraktion der Radikalen Europäischen Allianz im Europäischen Parlament, ab 1996 Schatzmeister der Koordinierungsstelle für die Aufhebung des Drogenverbots sowie 1997/98 Vertreter der TRP bei der UNO in New York. Von 1999 bis 2001 war er Koordinator des Comitato dei Radicali per la rivoluzione liberale e gli Stati Uniti d'Europa (Komitee der Radikalen für die liberale Revolution und die Vereinigten Staaten von Europa), aus dem 2001 die Partei Radicali Italiani hervorging.

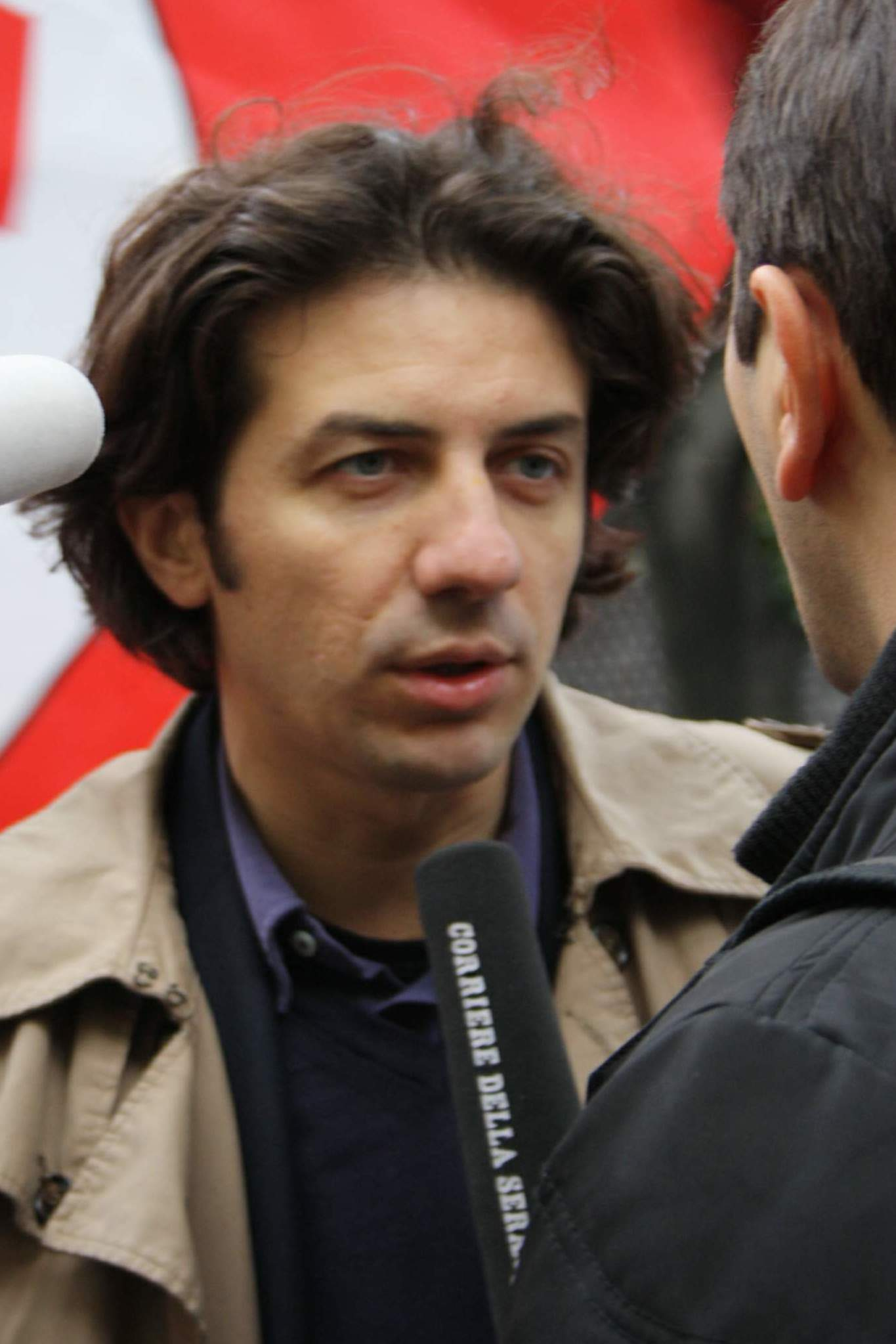
Cappato bei einem Interview im Jahr 2010

Von 1999 bis 2004 und von 2006 bis 2009 war er als Vertreter der Lista Emma Bonino (Radicali Italiani) Mitglied des Europäischen Parlaments. Dort gehörte er 1999–2001 der Technischen Fraktion der unabhängigen Abgeordneten an, anschließend war er fraktionslos. Die Brüsseler Wochenzeitung European Voice wählte Cappato 2002 zum Europäer des Jahres. Im selben Jahr wurde er – gemeinsam mit seinem britischen Parlamentskollegen Chris Davies – in Manchester wegen zivilen Ungehorsams gegen die Drogenverbotsgesetze festgenommen und vier Tage lang inhaftiert. In seiner zweiten Legislaturperiode rückte er für Emma Bonino nach, die in Italien Ministerin wurde. Anschließend war er Mitglied der liberalen ALDE-Fraktion, 2007–09 gehörte er auch deren Vorstand an. Er war stellvertretender Vorsitzender der Delegation für die Beziehungen zu den Maschrik-Ländern, außerdem Mitglied im Ausschuss für auswärtige Angelegenheiten und im Unterausschusses für Menschenrechte.
Von 2004 bis 2011 war Cappato Sekretär der von seinem an ALS erkrankten Parteikollegen Luca Coscioni gegründeten Associazione Luca Coscioni für die Freiheit der wissenschaftlichen Forschung, die sich u. a. für die Liberalisierung der Forschung an embryonalen Stammzellen einsetzt. Seit 2011 ist er Schatzmeister dieser Organisation. Im selben Jahr wurde Cappato in den Stadtrat von Mailand gewählt, 2014–16 gehörte er auch dem Parlament der Metropolitanstadt Mailand (bestehend aus Stadt und Umland) an.
Im Februar 2017 begleitete Cappato den nach einem Autounfall bis zum Hals gelähmten DJ Fabo zum Schweizer Verein Dignitas  nach Pfäffikon ZH, wo DJ Fabo in den Freitod begleitet wurde. Cappato zeigte sich anschließend an seine Rückkehr nach Italien bei den Strafverfolgungsbehörden in Mailand selbst an, gegen Art. 580 des italienischen Strafgesetzbuches (StGB) verstoßen zu haben. Das Mailänder Geschworenengericht setzte das Verfahren aus und legte die Frage, ob Art. 580 StGB noch als verfassungsmäßig betrachtet werden dürfe, dem italienischen Verfassungsgerichtshof vor. Dieser beschloss im Oktober 2018, dem italienischen Parlament Gelegenheit zu bieten, den angefochtenen Artikel 580 StGB so zu verbessern, dass heute grundsätzlich anerkannte Interessen Einzelner besser berücksichtigt werden. Die Verkündung des Urteils setzte es auf den 25. September 2019 an, am 23. Dezember 2019 wurde er freigesprochen. Dies sorgte für erheblichen Wirbel in Italien, wo Sterbehilfe politisch noch immer umstritten ist.
Im Januar 2019 bewarb sich Cappato um den Vorsitz der neuen Partei +Europa, der sich die Radicali Italiani angeschlossen haben, unterlag jedoch mit 30,2 % gegen Benedetto Della Vedova.